# Mesoconius auristrigatus
Mesoconius auristrigatus är en tvåvingeart som beskrevs av Günther Enderlein 1922. Mesoconius auristrigatus ingår i släktet Mesoconius och familjen skridflugor.
Artens utbredningsområde är Colombia. Inga underarter finns listade i Catalogue of Life.